# Nowa Synagoga w Przemyślu
Nowa Synagoga w Przemyślu, zwana Scheinbacha – zabytkowa synagoga znajdująca się w Przemyślu przy ulicy Juliusza Słowackiego 15.

## Historia
Budowę nowej synagogi zainicjował w 1905 przemyski działacz żydowski Mojżesz Scheinbach. Prace budowlane rozpoczęto w 1910 dzięki funduszom banków żydowskich oraz Rady Miejskiej, według projektu Stanisława Majerskiego. Pracami budowlanymi kierowało Stowarzyszenia Nowa Synagoga Przemyska. W 1918 przystąpiono do prac wykończeniowych oraz dekoracyjnych. Zaangażowano do tego żydowskiego artystę Adolfa Bienestocka. Do synagogi głównie uczęszczali bogaci Żydzi, którzy skłaniali się ku asymilacji kulturowej.
Podczas II wojny światowej hitlerowcy urządzili w synagodze stajnię dla koni – dzięki temu synagoga nie została zburzona. Po zakończeniu wojny, w 1945, synagogę ponownie otworzono i zaczęto odprawiać regularne nabożeństwa. W 1946 Kongregacja Wyznania Mojżeszowego w Przemyślu przeprowadziła mały remont budynku, w którym przystosowała jedno z pomieszczeń do pełnienia funkcji synagogalnych.
W 1953 na polecenie Prezydium Miejskiej Rady Narodowej synagoga została przejęta i oddana Centrali Odzieżowej na skład tekstylniany mimo wyraźnego sprzeciwu lokalnej społeczności żydowskiej. Cały sprzęt liturgiczny oraz księgi zostały przewiezione do siedziby kongregacji. Wobec rezygnacji Centrali Odzieżowej z budynku został on przekazany „Spólnocie Pracy” na magazyn.
W 1958 kongregacja wystąpiła do sądu o zwrot synagogi dla celów kultu religijnego. Domagano się również napraw krzywd moralnych i materialnych. Pierwszy proces okazał się dla kongregacji pozytywny. Po tym Wydział Finansowy PWRN wniósł odwołanie do sądu Wojewódzkiego. Drugi proces sądowy z 1959 okazał się dla społeczności żydowskiej przegrany i nie wyrażono zgody na oddanie budynku synagogi. Jak tłumaczono, budynek jest bardzo duży i nie odpowiada na cele kultowe dla tak małej liczby wiernych. Prezydium podjęło wówczas decyzję o przekazaniu synagogi na cele kulturalno-oświatowe.
W późniejszych latach próbowano zaadaptować budynek na cele szkolne, ale na początku lat 60. zadecydowano o przekazaniu bożnicy na cele biblioteki. W 1966 zakończono prace remontowe i od 1 marca 1967 w budynku znajdowała się biblioteka miejska. W 1978 Kongregacja Wyznania Mojżeszowego przekazała budynek na wieczyste użytkowanie bibliotece.
W 2006 budynek został zwrócony społeczności żydowskiej, obecnie jego właścicielem jest Fundacja Ochrony Dziedzictwa Żydowskiego. Władze Przemyśla zawarły umowę na dzierżawę budynku od fundacji do 2026 (na podstawie tej umowy w budynku funkcjonowała biblioteka miejska), jednak w późniejszym czasie zdecydowały one o przeniesieniu tej instytucji – w 2014 Przemyska Biblioteka Publiczna została przeniesiona do nowej siedziby przy ul. Grodzkiej 8.
W dniach do 20 do 22 października 2006 w synagodze odbył się pierwszy od wielu lat szabat, zorganizowany z okazji „Dni pamięci przemyskich Żydów”. Uczestniczyli w nim m.in.: naczelny rabin Polski Michael Schudrich, Ambasador Izraela Dawid Peleg, dyrektor wykonawczy Foundation „Remembrance and Reconcilation” John Hartman oraz liczni goście z Polski, Izraela, USA i Ukrainy. Oprócz uroczystości religijnych zorganizowano także wykład i konferencję pt. „Zaginiony Naród. Żydzi Przemyśla w polskim krajobrazie”.

## Architektura
Wolnostojący budynek murowany z cegły i częściowo z kamienia, dwukondygnacyjny orientowany budynek synagogi wzniesiono na planie prostokąta, w stylu eklektyczno-mauretańskim. Parter oddzielony jest od piętra gzymsem z pasem „pereł”. Wszystkie okna i drzwi zakończone są pełnym łukiem. Korpus główny na planie prostokąta, z nieco szerszą zachodnią częścią frontową i niewielkim płytkim ryzalitem od wschodu.
Główna sala modlitewna pierwotnie jednoprzestrzenna, półhalowa o trzech nawach. Nawa środkowa była szersza i przykryta sklepieniem nieckowym. Nad nawami bocznymi znajdowały się galerie dla kobiet, które obiegały salę główną z trzech stron. Prowadziły na nie dwie osobne klatki schodowe, umieszczone symetrycznie po bokach od strony frontu budynku. Ściany udekorowane były malowidłami przedstawiającymi motywy biblijne, motywy Ziemi Izraela (Eretz Israel), co było przejawem mody w początkach XX w. i entuzjazmu dla ruchu syjonistycznego. W oknach zamontowano ciekawe witraże. Malowidła ścienne i witraże wykonał żydowski przemyski artysta Adolf Bienenstock (1888–1937), absolwent krakowskiej Akademii Sztuk Pięknych.
Całość jest przykryta dachem trójstolcowym, krytym blachą wytłaczaną. W trakcie przebudowy i remontów w okresie komunistycznym, całkowicie zatarto pierwotny układ wnętrz, podzielono ją wtórnymi stropami i ścianami, zamazano polichromie i usunięto witraże i bogatą dekorację zewnętrzną. Zachowano częściowo wystrój zewnętrzny budynku.

## Galeria

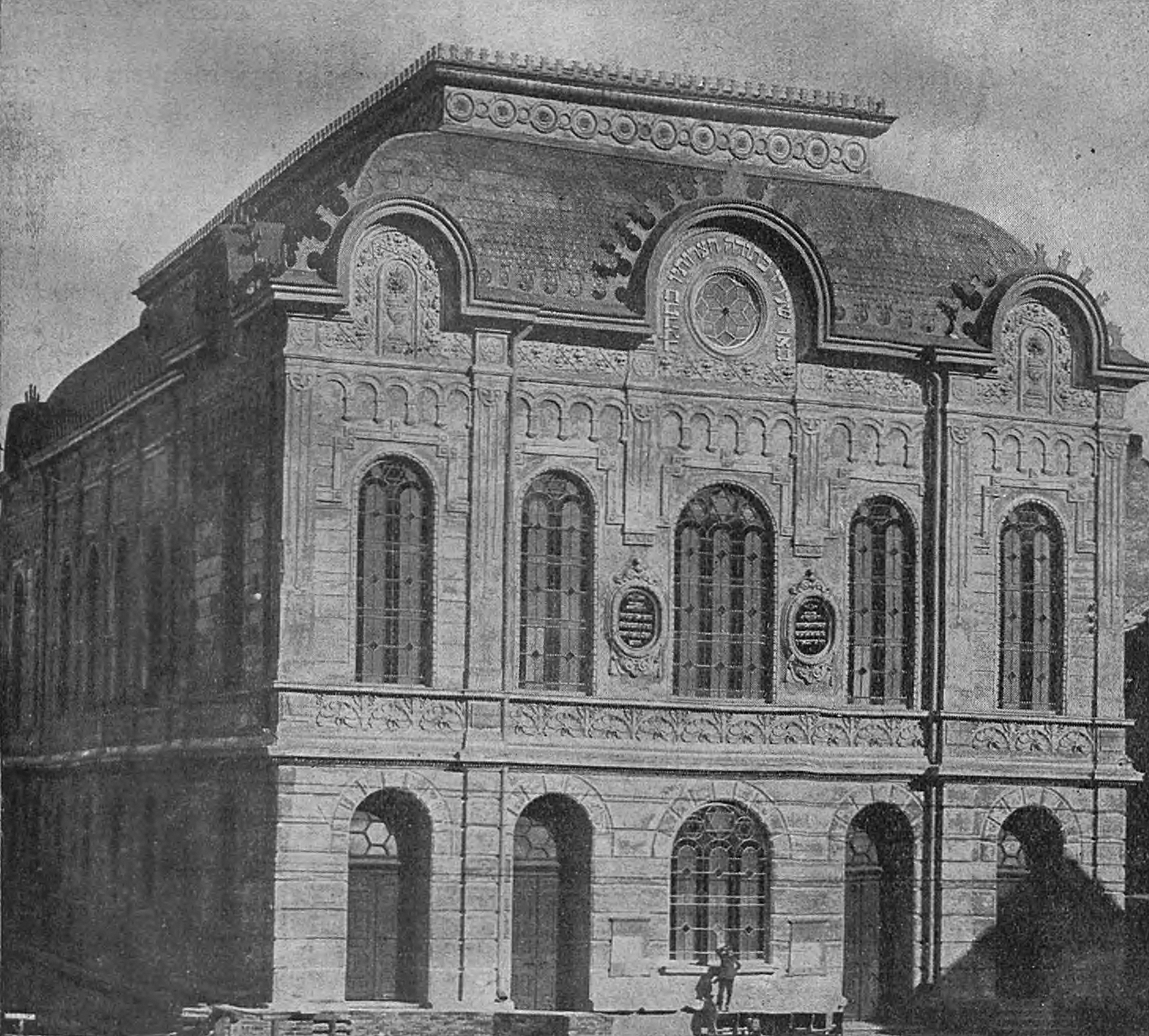
Synagoga w 1912
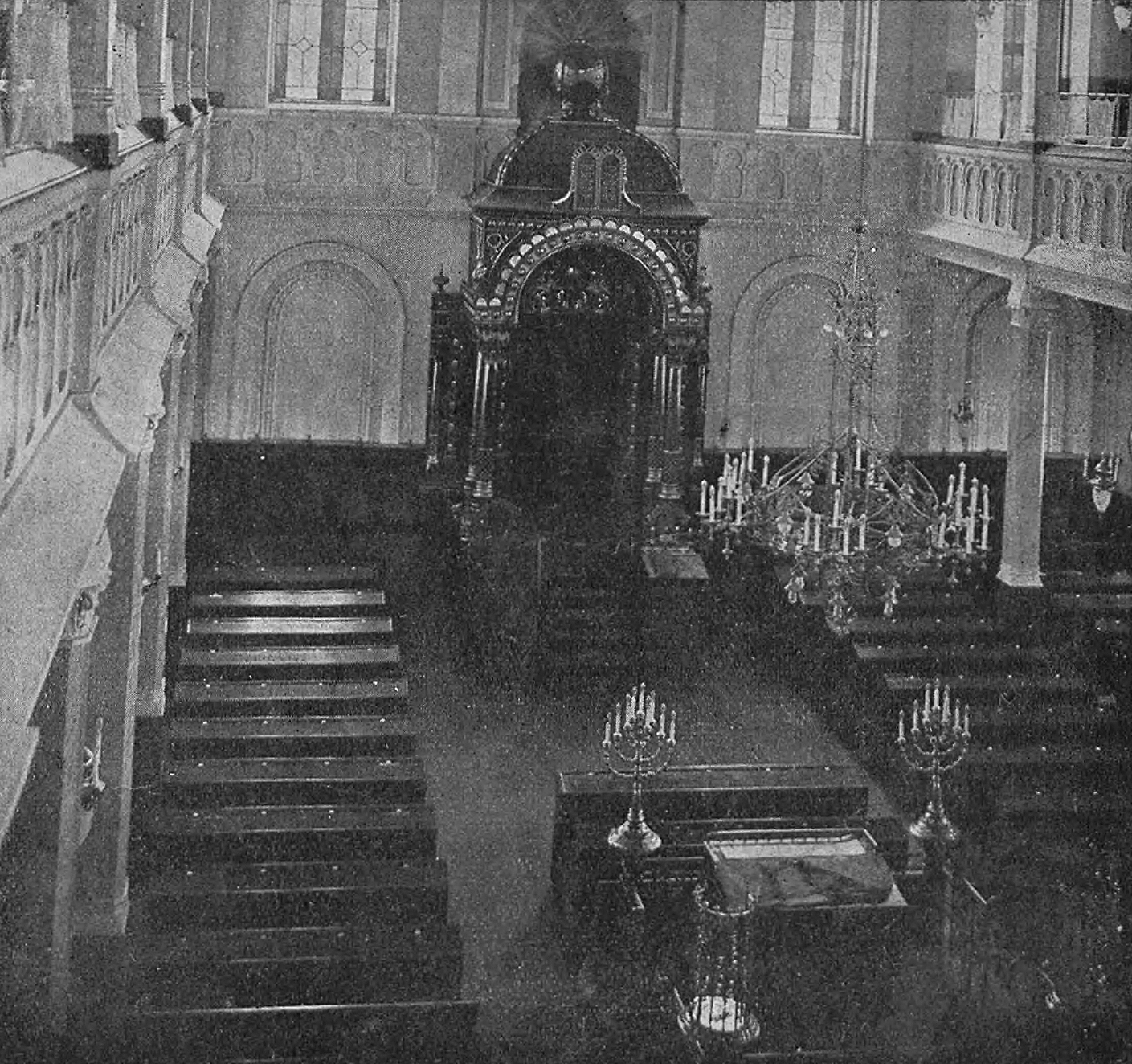
Synagoga wnętrze w 1912
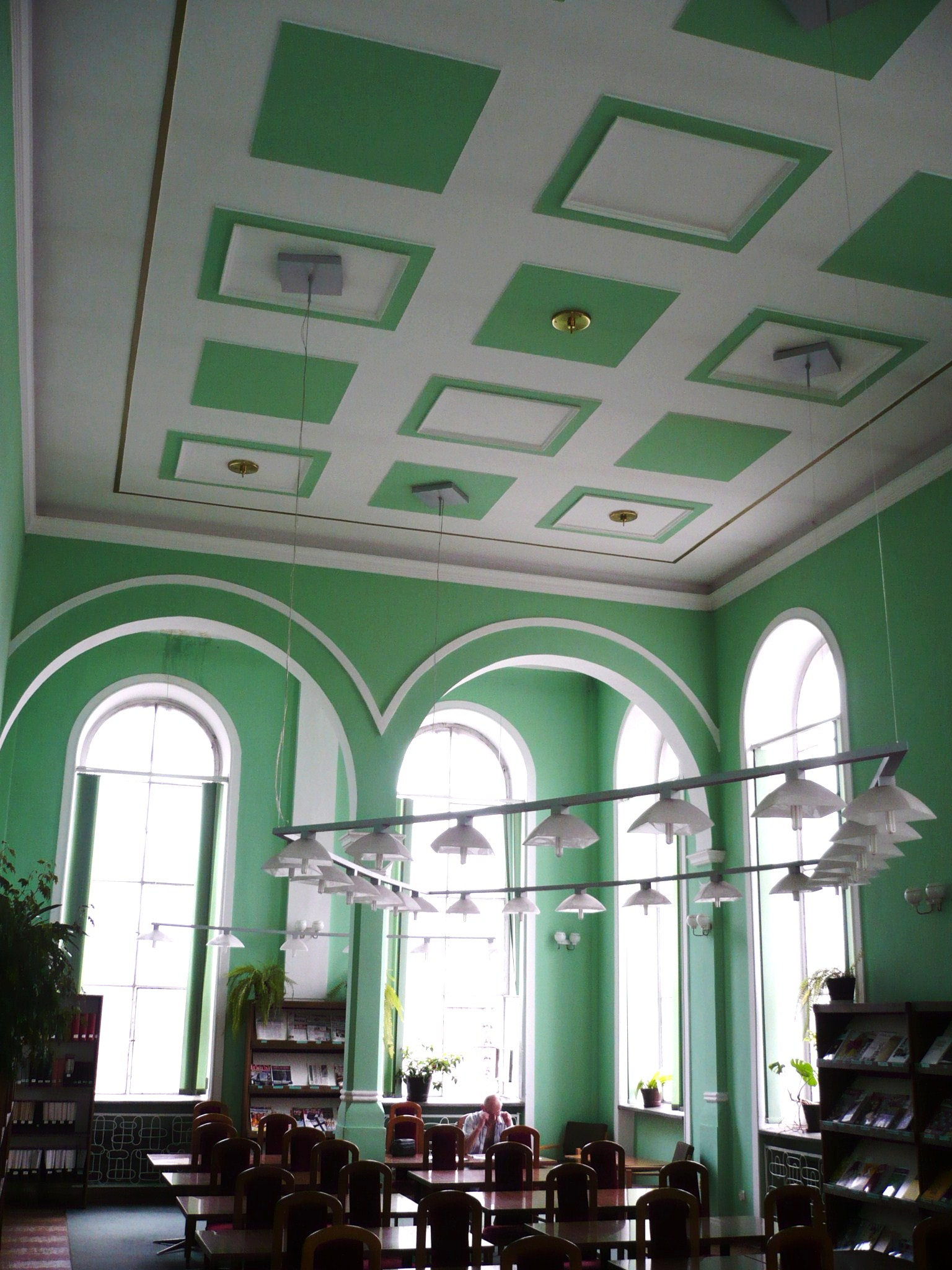
Przemyśl, Nowa Synagoga, 2010
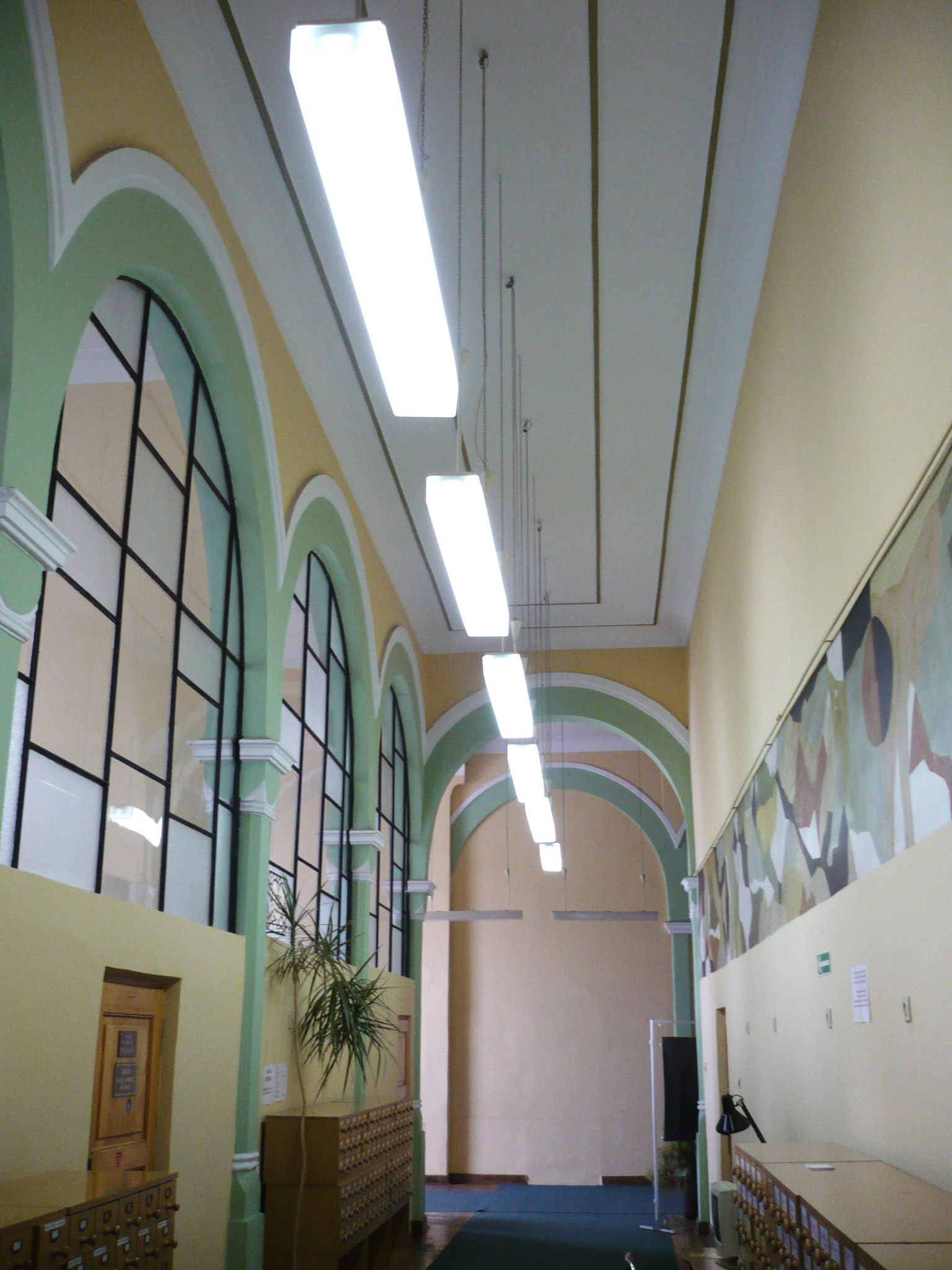
Przemyśl, Nowa Synagoga, 2010
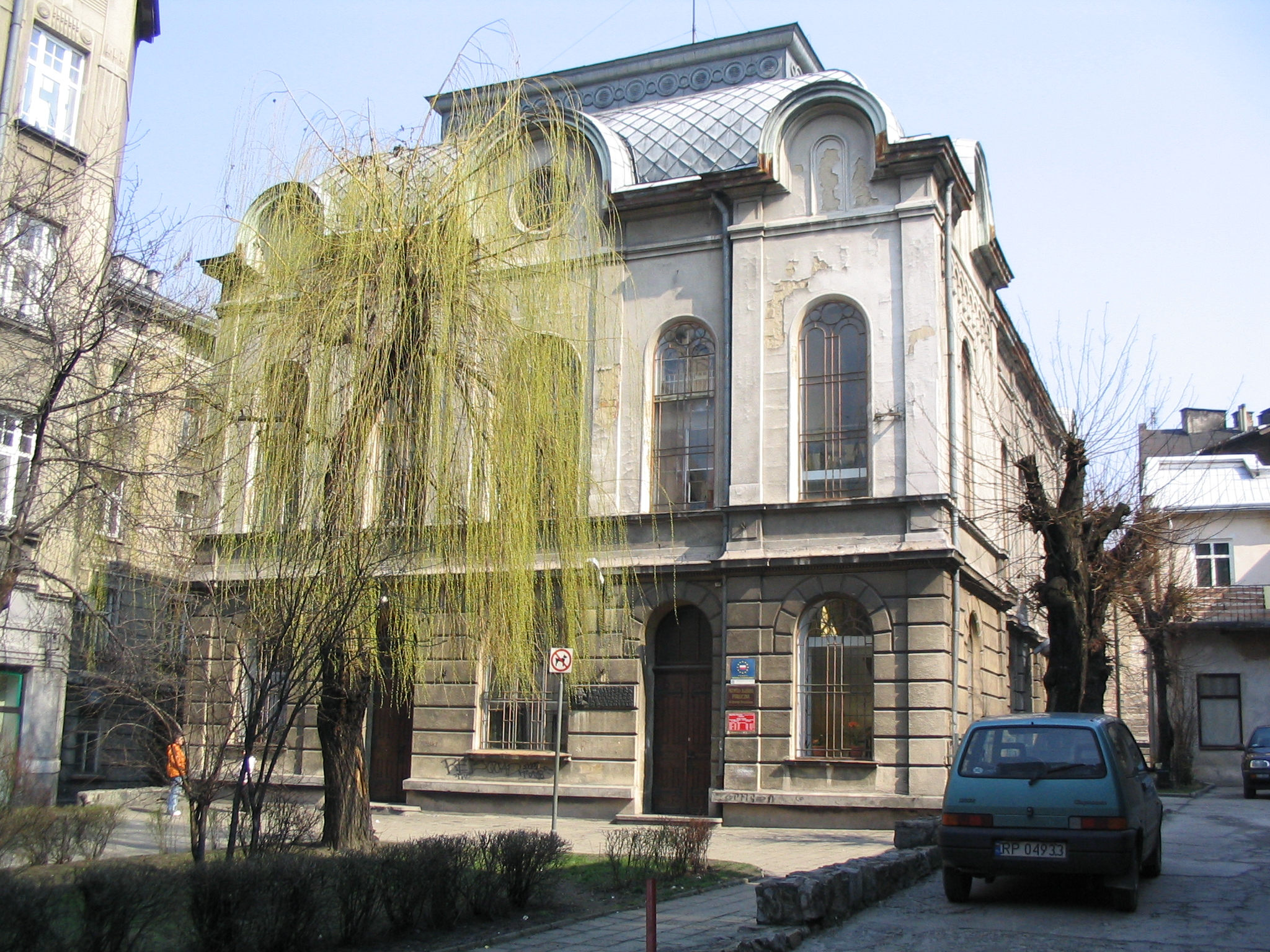
Przemyśl, Nowa Synagoga, 2007
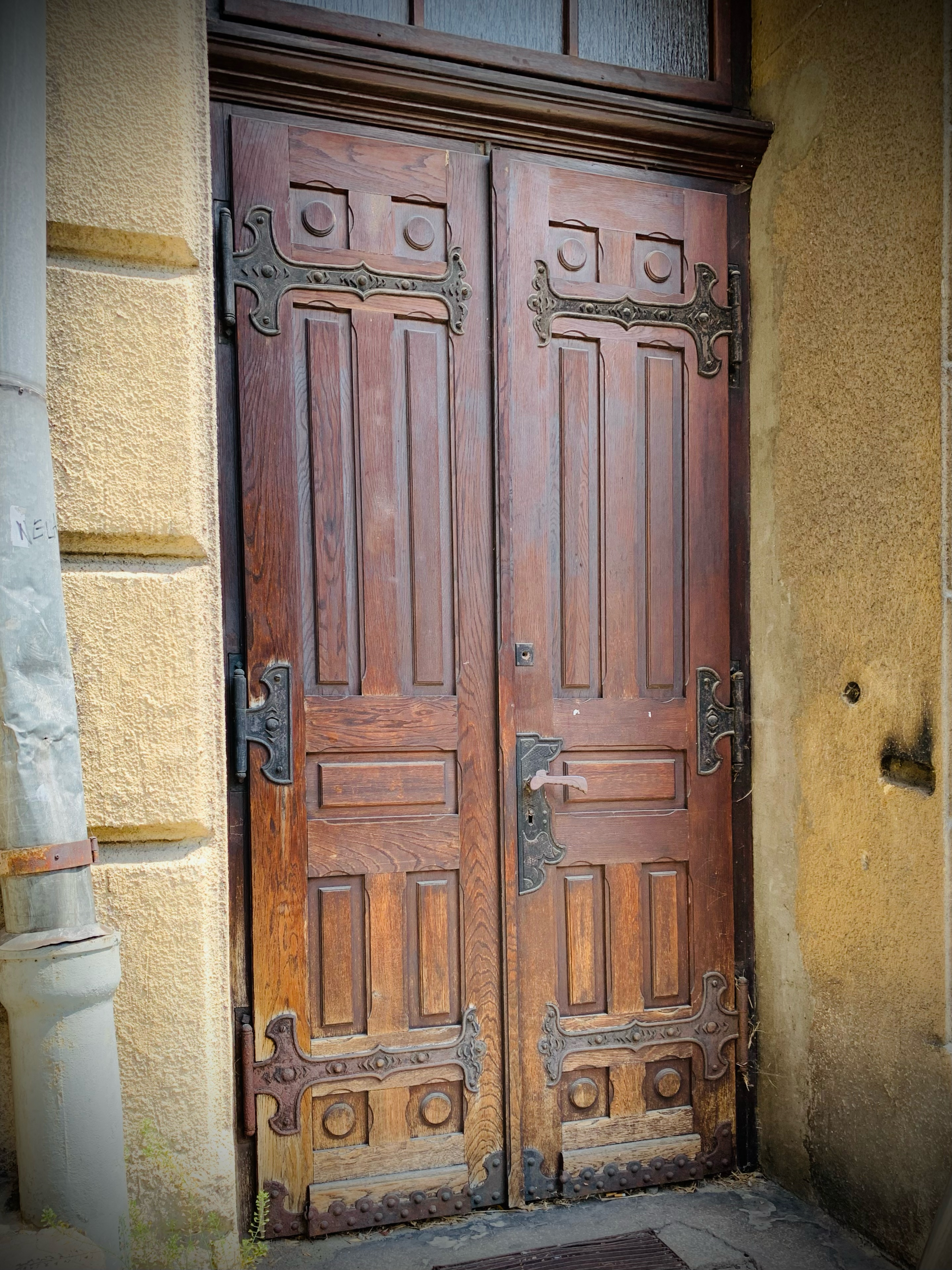
Nowa Synagoga - detal architektoniczny - drzwi wejściowe, 2022
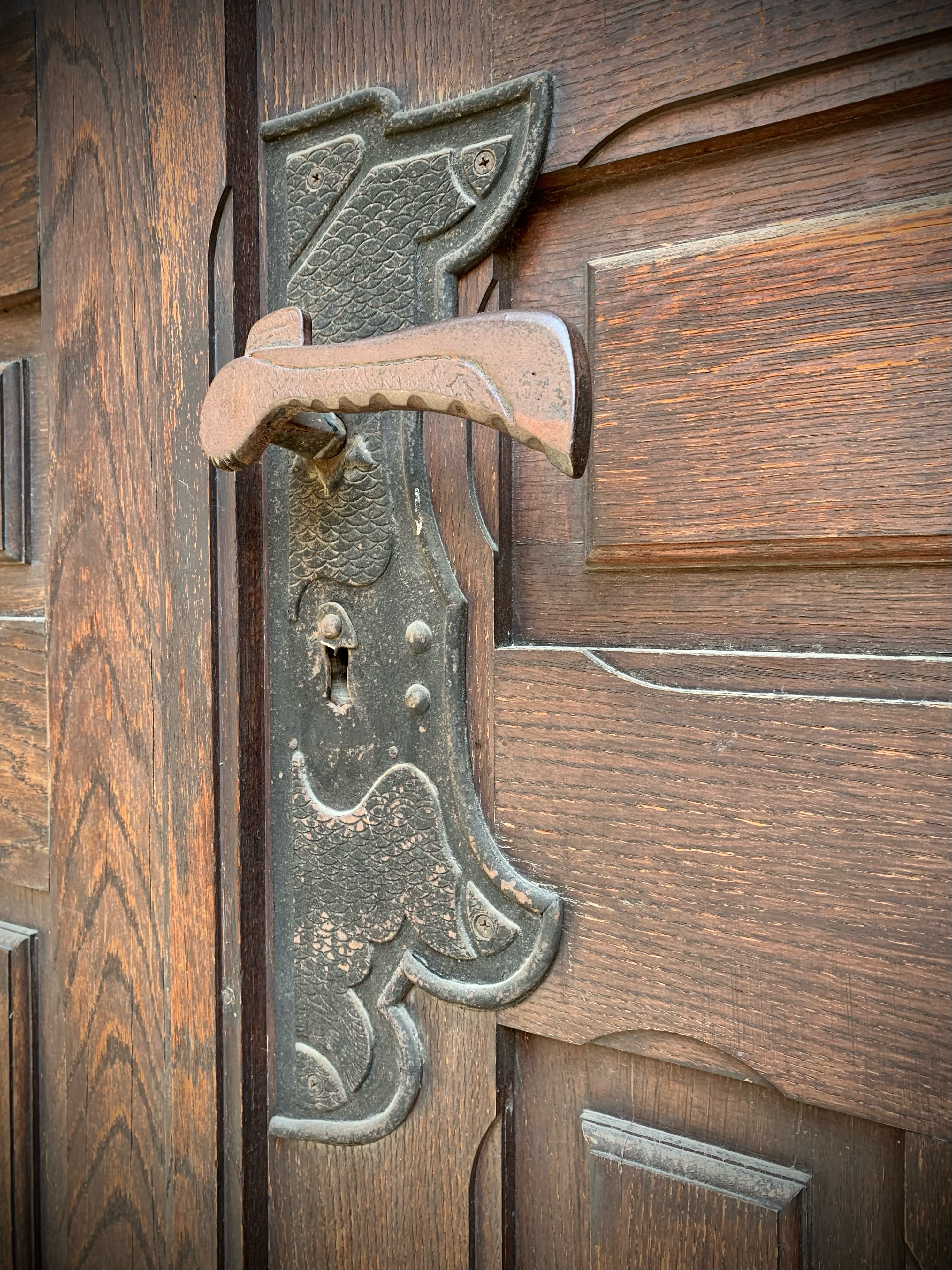
Nowa Synagoga - detal architektoniczny - drzwi wejściowe - klamka, 2022